# Abecedni seznam otokov na Hrvaškem
Abecedni seznam morskih otokov na Hrvaškem.

## Seznam
1. Aba Duga
2. Abica
3. Andrija
4. Arkanđel
5. Arta Mala
6. Arta Velika, 1,27 km²
7. Artica
8. Artina
9. Arženjak Mali
10. Arženjak Veliki
11. Babac
12. Babina guzica
13. Badija
14. Balabra Velika
15. Balkun
16. Balun
17. Bavljenac
18. Bikarijica
19. Bisače
20. Bisaga (Kornat)
21. Bisaga (Murter)
22. Bisaga Velika (Pašman)
23. Bisaga Velika (Žut)
24. Bisage
25. Biševo, 5,84 km²
26. Blitvenica
27. Bobara
28. Bodulaš
29. Borovac (Hvar)
30. Borovac (Mljet)
31. Borovac (Sv. Klement)
32. Borovnik (Kornat)
33. Borovnik (Murter)
34. Borovnik (Sit)
35. Borovnjak Mali
36. Borovnjak Veliki
37. Božikovac
38. Brač, 394,41 km²
39. Bratin
40. Brguljski Otok
41. Brioni, 36,3 km² (skupina otokov: Veliki Brijun, Mali Brijun, Jerolim, Vanga, Vrsar, Grunj, Galija, Obljak, Supin, Kotež, Sv. Marko)
42. Brnjestrovac
43. Brskvenjak
44. Bršćak
45. Brusnik
46. Brušnjak
47. Buč Mali
48. Buč Veli
49. Burnji Školj (Greben Školj)
50. Ceja
51. Cres, 405,7 km²
52. Crklica
53. Crkvina
54. Crveni Otok (Sveti Andrija)
55. Čavatul
56. Čavlin
57. Čerigul
58. Češvinica
59. Čiovo, 28,12 km²
60. Črnikovac
61. Ćutin Veli
62. Daksa
63. Dingački Školj
64. Divna
65. Dobri Otok
66. Dolfin
67. Dolin, 4,62 km²
68. Dragunara
69. Dražemanski Mali
70. Dražemanski Veliki
71. Drvenik (Zlarin)
72. Drvenik Mali, 3,42 km²
73. Drvenik Veli, 11,69 km²
74. Dubovac
75. Duga
76. Dugi otok, 124 km²
77. Dugi Školj
78. Dugi Vlašnik
79. Dugo
80. Dupinić Mali
81. Dupinić Veliki
82. Dužac
83. Dužac (Tetovišnjak Veliki)
84. Dužac Mali
85. Dužac Veliki
86. Dvainka
87. Fenera
88. Fenoliga
89. Figarola
90. Frašker
91. Fraškerić
92. Fržital
93. Fulija
94. Galešnjak
95. Galicija
96. Galičak
97. Galičnjak
98. Galija
99. Galijola
100. Gališnik
101. Galovac (Školji)
102. Galun
103. Gangaro
104. Gangarol
105. Garmenjak Mali
106. Garmenjak Mali
107. Garmenjak Veli
108. Garmenjak Veliki
109. Garmenjak
110. Gaz
111. Gira
112. Glavat (Lastovo)
113. Glavat (Mljet)
114. Glavoč
115. Glurović
116. Gojak
117. Gojca
118. Golac
119. Golac (Molat)
120. Goli otok
121. Goljak
122. Golubinjak Veliki
123. Gominjak
124. Gornja Aba
125. Gornji Vlašnik
126. Gospin Školj
127. Grbavac
128. Grmej
129. Grujica
130. Grunj
131. Gubavac (Korčula)
132. Gubavac Veliki
133. Gubeša
134. Gustac (Žut)
135. Gustac (Kornat)
136. Gustac
137. Gusti Školj
138. Gušteranski
139. Host
140. Hrbošnjak (Murter)
141. Hrbošnjak (Žirje)
142. Hrid Hripa
143. Hrid Kurjak
144. Hrid Mali Goli (Goli otok)
145. Hrid Masarine
146. Hrid Mišar
147. Hrid Podmrčaru
148. Hrid Pregaznik
149. Hrid Stolac
150. Hrid Sveti Anton
151. Hrid Šestakovac
152. Hvar, 299,6 km²
153. Idula
154. Ilovik, 5,88 km²
155. Ist, 9,73 km²
156. Iž, 17,59 km²
157. Jabuka
158. Jakljan, 3,45 km²
159. Jančar
160. Jaz
161. Jerolim
162. Južni greben
163. Kakan, 3,38 km²
164. Kamenar
165. Kameni Žakan
166. Kamenica
167. Kamenjak (Ist)
168. Kamenjak (Premuda)
169. Kamenjak 1 (Korčula)
170. Kamenjak 2 (Korčula)
171. Kamešnjak Mali
172. Kamešnjak Veliki
173. Kaprije, 7,11 km²
174. Karantunić
175. Kasela
176. Katarina
177. Katina, 1,12 km²
178. Klobučar
179. Kluda
180. Knežačić
181. Knežak
182. Kobrava
183. Koločep, 2,43 km²
184. Koludarac
185. Komorica
186. Komornik
187. Kopište
188. Korčula, 279,03 km²
189. Koritnjak
190. Kormat 1
191. Kormat 2
192. Kornat, 52,44 km²
193. Koromašna
194. Kosmač Veliki
195. Kosmeč
196. Kosmerka
197. Kosor
198. Košara
199. Košarica (Maslinjak)
200. Košljun
201. Kotež
202. Koversada
203. Kozina
204. Kozjak
205. Kraljak
206. Kraljevac
207. Krapanj
208. Krasnica (Vanga)
209. Krava
210. Krbela Mala
211. Krbela Vela
212. Kristović
213. Krk, 405,22 km²
214. Krknata
215. Krknjaš Mali
216. Krknjaš Veli
217. Krpeljina
218. Kručica
219. Kudica
220. Kurba Mala
221. Kurba Vela, 1,74 km²
222. Lastovo, 46,9 km²
223. Lavdara Mala
224. Lavdara, 2,27 km²
225. Lavsa, 1,78 km²
226. Levan
227. Levrnaka, 1,84 km²
228. Lirica
229. Lisac
230. Ljutac
231. Logorun
232. Lokrum
233. Lopud, 4,63 km²
234. Lošinj, 74,68 km²
235. Lovorikovac
236. Lucmarinjak
237. Lučnjak
238. Lukar
239. Lukovac (Hvar)
240. Lukovac (Mag)
241. Lukovac (Mljet)
242. Lukovac Srednji
243. Lukovnik
244. Lukovnjak
245. Lukvenjak
246. Lunga (Kornat)
247. Lunga
248. Lupac
249. Luški Otok
250. Lutrošnjak (Strošnjak)
251. Mačaknar
252. Magarčić
253. Majsan
254. Makarac
255. Mala Dajnica
256. Mala Kneža
257. Mala Kotula
258. Mala Palagruža
259. Mala Sestrica (Rivanj)
260. Mala Sestrica (Rovinj)
261. Male Orjule
262. Male Srakane
263. Mali Brijun, 1,7 km²
264. Mali Brušnjak
265. Mali Budikovac
266. Mali Dolfin
267. Mali Lagan (Lagnići)
268. Mali Laganj
269. Mali Otok
270. Mali Paranak
271. Mali Paržanj
272. Mali Planatak
273. Mali Plavnik
274. Mali Pržnjak
275. Mali Sikavac
276. Mamon
277. Mana
278. Marinkovac
279. Maslinjak (Ist)
280. Maslinjak (Kornat)
281. Maslinjak (Murter)
282. Maslinjak (Radelj)
283. Maslinjak (Žut)
284. Maslinovac (Dugi Otok)
285. Maslinovac (Mljet)
286. Maslinovac (Pelješac)
287. Maslinovik
288. Maškin
289. Maun, 8,63 km²
290. Mažirina
291. Merara
292. Mežanj
293. Mimonjak
294. Mišjak Mali
295. Mišjak Veli
296. Mišjak
297. Mišnjak (Rab)
298. Mišnjak (Šipan)
299. Mišnjak (Ugljan)
300. Mišnjak (Unije)
301. Mlin
302. Mljet, 100,4 km²
303. Molat, 22,17 km²
304. Moračnik
305. Morovnik
306. Mrčara, 1,45 km²
307. Mrduja
308. Mrkan
309. Mrtonjak
310. Mrtovac (Mrtvac)
311. Mrtovnjak (Dugi otok)
312. Mrtovnjak (Kurba Vela)
313. Mrtovnjak (Maćin Školj)
314. Muljica Velika
315. Mumonja
316. Muntan
317. Murtar
318. Murter, 17,57 km²
319. Murvenjak
320. Oblik (Vrgada)
321. Oblik (Zlarin)
322. Obljak (Korčula)
323. Obljak (Mali Brijuni)
324. Obljak (Molat)
325. Obonjan
326. Obrovanj
327. Obručan Veliki
328. Obun
329. Oključ
330. Olib, 26,14 km²
331. Olipa
332. Orud
333. Oruda
334. Ošjak
335. Ošljak Veliki
336. Ošljak
337. Oštrica
338. Otoci Lukavci 1
339. Otoci Lukavci 2
340. Otoci Salamun
341. Otočac
342. Otočić (Divulje)
343. Otočić
344. Otok (Trogir)
345. Otok Greben
346. Otok Života
347. Ovrata
348. Pag, 284,6 km²
349. Palacol
350. Palagruža
351. Panitula Mala
352. Panitula Velika
353. Paržanj
354. Pašman, 63 km²
355. Petrovac
356. Pijavica
357. Pinizelić
358. Piščena Veliki
359. Piškera, 2,66 km²
360. Planac
361. Planičić
362. Planik, 1,05 km²
363. Planikovac
364. Planjak
365. Plavnik
366. Plešćina
367. Plitki Kukuljar (Vodnjak)
368. Pločica
369. Pod Kopište
370. Pohlib
371. Pokonji Dol
372. Polebrnjak
373. Pomerski Školjić
374. Pomeštak
375. Prčevac
376. Prduša Mala
377. Prduša Vela
378. Preč
379. Premanturski Školjić
380. Premuda, 8,66 km²
381. Prežba, 2,8 km²
382. Prišnjak (Murter)
383. Prišnjak Mali
384. Prišnjak Veli
385. Prišnjak
386. Proizd
387. Prvić (pri Krku), 12,75 km²
388. Prvić (pri Šibeniku), 2,37 km²
389. Pučenjak
390. Puh
391. Pulari
392. Purara
393. Pusti Otok
394. Rab, 93,6 km²
395. Radelj
396. Rakitan
397. Rasparašnjak
398. Rašip Mali
399. Rašip Veliki
400. Rašipić
401. Rava, 3,63 km²
402. Ravan
403. Ravna Sika
404. Ravni Žakan
405. Ravnik
406. Ražanac Mali (Zapadni Školj)
407. Ražanac Veliki (Istočni Školj)
408. Ričul
409. Rivanj, 4,4 km²
410. Rogačić
411. Rončić
412. Ruda
413. Rudula
414. Runjava Kotula
415. Rutnjak
416. Rutvenjak Veliki
417. Salamun
418. Samograd
419. Samunćel
420. Saplun
421. Saskinja
422. Sedlo
423. Sestrica Mala (Kornat)
424. Sestrica Mala
425. Sestrica Vela
426. Sestrica Velika (Kornat)
427. Sestrica Velika (Pelješac)
428. Sestrice (Ist)
429. Sestrunj, 15,12 km²
430. Silba, 14,98 km²
431. Sit, 1,77 km²
432. Skala Mala
433. Skala Velika
434. Skrižanj Mali
435. Skrižanj Veliki
436. Smokvenjak
437. Smokvica
438. Smokvica Mala (Kornat)
439. Smokvica Mala
440. Smokvica Vela (Kornat), 1,04 km²
441. Smokvica Vela
442. Sokol
443. Sovljak
444. Sparušnjak
445. Sr. Sestrica (Rivanj)
446. Srednjak (Pelješac)
447. Srednji greben
448. Srednji Vlašnik
449. Sridnjak (Rab)
450. Sridnjak
451. Sridnji Otok
452. Stambedar
453. Stipanska
454. Stomorina
455. Strižnjak
456. Stupa Velika
457. Stupa
458. Sturag
459. Supetar
460. Supin
461. Susak, 6,3 km²
462. Sustipanac
463. Sušac, 4,02 km²
464. Sušica
465. Sutvara
466. Sveta Fumija
467. Sveta Justina
468. Sveta Katarina (otok)
469. Sveta Katarina (Pašman)
470. Sveta Marija
471. Svetac, 4,19 km²
472. Sveti Andrija
473. Sveti Grgur, 6,37 km²
474. Sveti Ivan
475. Sveti Jerolim (otok)
476. Sveti Juraj (Vrsar)
477. Sveti Klement, 5,27 km²
478. Sveti Marko
479. Sveti Nikola (otok)
480. Sveti Petar
481. Svilan
482. Svršata Mala
483. Svršata Velika
484. Šailovac
485. Šćedro, 8,36 km²
486. Šćitna
487. Šekovac
488. Šilo Malo (Crnikovac)
489. Šilo Veliko
490. Šilo
491. Šip
492. Šipan, 16,22 km²
493. Šipnata
494. Škarda, 3,78 km²
495. Školjić (Iž)
496. Školjić (Murter)
497. Školjić (Vir)
498. Školjić Mali
499. Školjić Veliki
500. Škrda, 3,78 km²
501. Škrovada
502. Škulj
503. Šolta, 51,9 km²
504. Tajan (Jakljan)
505. Tajan (Pelješac)
506. Tajan Veliki
507. Tajnik
508. Tatišnjak
509. Tegina
510. Tetovišnjak Mali
511. Tetovišnjak Veliki
512. Tijat, 2,86 km²
513. Tmara
514. Tomešnjak (Gaćinov Školj)
515. Tovarnjak (Molat)
516. Tovarnjak (Prišnjak)
517. Tovarnjak (Žut)
518. Tramerčica
519. Tramerka
520. Trasorka
521. Trimulić Veliki
522. Trstenik (Cres)
523. Trstenik (Korčula)
524. Trumbuja
525. Tukošćak
526. Tun Mali
527. Tun Veli, 2,21 km²
528. Tužbina
529. Ugljan, 50,21 km²
530. Ula
531. Uljanik
532. Unije, 18 km²
533. Utra
534. Vanga?
535. Vele Orjule, 1,05 km²
536. Vele Srakane, 1,18 km²
537. Veli Osir
538. Veli Otok
539. Veli Planatak
540. Veli Pržnjak
541. Veli Školj
542. Velika Dajna
543. Velika Dajnica
544. Velika Kneža
545. Velika Kotula
546. Velika Sestrica (Rovinj)
547. Velika Sestrica
548. Veliki Barjak
549. Veliki Brijun, 5,6 km²
550. Veliki Brušnjak
551. Veliki Budikovac
552. Veliki Lagan (Lagnići)
553. Veliki Laganj
554. Veliki Maslinjak
555. Veliki Paranak
556. Veliki Paržanj
557. Veliki Sikavac
558. Veliki Školj (Grgetov rt)
559. Veliki Školj (Mljet)
560. Veliki Školj (Molunat)
561. Veliki Školj (Pakoštane)
562. Veliki Školj (Pelješac)
563. Veliki Školj (Ugljan)
564. Veruda
565. Veseljuh
566. Veštar
567. Vinik Mali
568. Vinik Veliki
569. Vir, 22,07 km²
570. Vis, 90,3 km²
571. Visoki
572. Visoki Kukuljar (Babuljak)
573. Visovac
574. Vješala
575. Vlaka
576. Vlašnik
577. Vodenjak (Ist)
578. Vodenjak (Kornat)
579. Vodnjak Veliki
580. Vrgada, 2,31 km²
581. Vrhovnjak
582. Vrnik
583. Vrsar
584. Vrtlac (Žirje)
585. Vrtlić (Kurba Vela)
586. Zabodaski
587. Zaklopatica
588. Zapadni greben
589. Zeča
590. Zečevo (Hvar)
591. Zečevo (Krk)
592. Zečevo (Pag)
593. Zlarin, 8,04 km²
594. Zmajan, 3,3 km²
595. Zminjak
596. Zverinac, 4,17 km²
597. Zvirinovik
598. Žavinac Mali
599. Žavinac Veliki
600. Žirje, 15,07 km²
601. Žižanj
602. Žut, 14,82 km²
603. Žutska Aba